# Julio Palencia Tubau
Julio Palencia Tubau (1884-25 de marzo de 1952) fue un diplomático español.

## Biografía
Hijo de la actriz María Tubau y el dramaturgo Ceferino Palencia, fue cónsul de España en Shanghái sustituyendo a Carlos de Sostoa de 1916 a 1920 y, tras un breve interludio en Ciudad del Cabo, de 1922 a 1929. Como Ministro de la Embajada de España en Sofía (1940-1943), denunció la legislación antisemita del gobierno búlgaro —que afectaba a 50.000 judíos— e intercedió ante Bulgaria y Alemania para proteger los derechos y bienes de 150 judíos sefardíes. Se enfrentó sin éxito con las autoridades nazis para evitar la ejecución del judío Leon Arié (Leon Arieh según algunos documentos), a cuyos hijos adoptó para que pudiesen salir del país y reencontrarse con su madre. El embajador de Alemania en Sofía, entonces controlada por el régimen nazi y la Gestapo, calificó a Julio Palencia de «fanático antialemán» y «amigo de los judíos».
Julio Palencia y otros diplomáticos españoles que, como él, ayudaron a los judíos a huir del Holocausto, fueron rescatados del olvido en el año 2000, cuando el Ministerio de Asuntos Exteriores de España dedicó una página web a su memoria denominada Diplomáticos españoles durante el Holocausto, siendo ministro Abel Matutes. Posteriormente, en 2007, fueron homenajeados otra vez en una exposición titulada Visados para la libertad organizada por la Casa Sefarad en Madrid.
Bajo el título "Salvadores del holocausto", el 3 de enero de 2010 la revista Magazine expresa su pesar por el olvido histórico de la hazaña protagonizada por Julio Palencia durante la Segunda Guerra Mundial:

Muy pocas personas en España y tan sólo algunas en Israel y Argentina saben relacionar el nombre de Julio Palencia con uno de los actos humanitarios más memorables de la Segunda Guerra Mundial. No se estudia en los colegios españoles, y sólo dos o tres  libros de historia recogen, a vuelapluma y de refilón, retazos muy incompletos de su hazaña. Como si no tuviera importancia. Como si lo que hizo Julio Palencia pudiera hacerlo cualquiera. Ha sido posible reconstruir los extraordinarios hechos protagonizados por el embajador Julio Palencia gracias a una investigación de la Fundación Internacional Raoul Wallenberg, organización norteamericana dedicada a fomentar los valores que animaron las gestas de los llamados Salvadores del Holocausto, y a La Vanguardia, que rastreó en archivos de Londres y Washington y halló documentos secretos reveladores sobre el comportamiento de don Julio. Una conducta que la Fundación Raoul Wallenberg acaba de presentar ante Yad Vashem –la institución oficial israelí en memoria de las víctimas del holocausto– con el propósito de que otorgue a Julio Palencia el reconocimiento universal de Justo entre las Naciones.
Eduardo Martín de Pozuelo en Magazine, 3 de enero de 2010

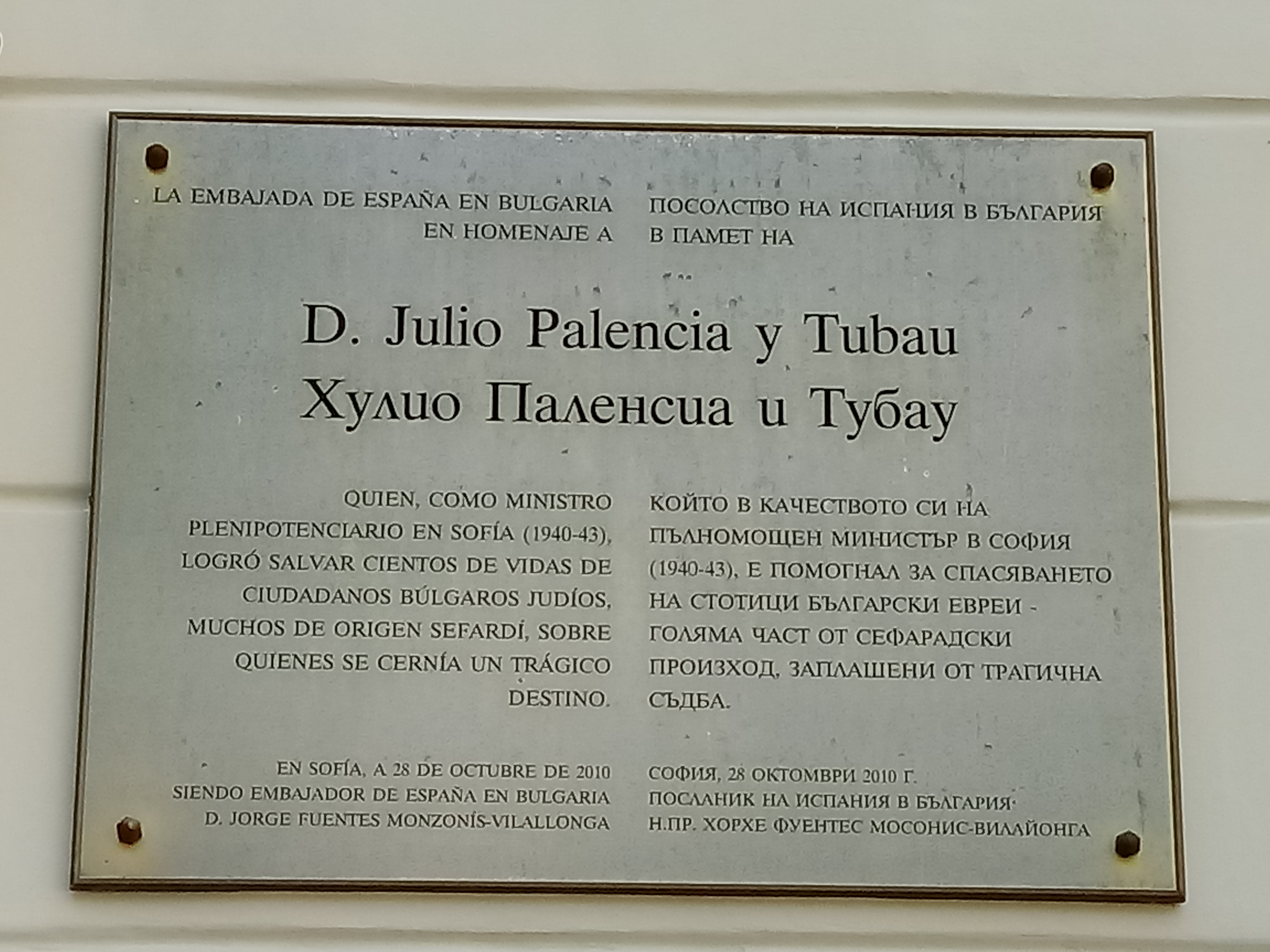
Placa en memoria de Julio Palencia Tubau en la pared de la embajada de España en Sofía (Bulgaria), colocada el 28 de octubre de 2010

Julio Palencia, Bernardo Rolland de Miota y Sebastián Romero Radigales fueron propuestos en el año 2008 por la Fundación Internacional Raoul Wallenberg para ser designados como «Justos entre las Naciones», distinción que el Estado de Israel entrega a aquellas personas que, no siendo de confesión o ascendencia judía, ayudaron a los judíos víctimas de la persecución antisemita durante el Tercer Reich alemán.